# 電撃Girl's Style
『電撃Girl'sStyle』（でんげきガールズスタイル）は、アスキー・メディアワークス刊の乙女ゲーム系中心の情報誌。アダルトゲーム雑誌『電撃姫』の本誌連載から発展する形で2003年に刊行された増刊『電撃若 Girl'sStyle』の編集体制を継承し、同年12月に発刊。当初は季刊であったが、2007年4月10日発売号より隔月刊化、2012年4月10日発売号より月刊化。
発刊当初は『電撃PlayStation』増刊で『電撃PlayStation Girl'sStyle』の名称が用いられ、本誌と共通のナンバー（Vol.258～366）が与えられていたが第10号（2007 WINTER）より現在の誌名となり、独立。それに伴い、コンピュータゲームだけでなく漫画やアニメの情報も扱うようになった。
2018年6月9日に発売された2018年7月号で休刊し、以降は「ガルスタオンライン」としてWeb上の媒体に移行している。